# R de Rumba
Rubén Cuevas García (Saragossa, 14 de novembre de 1976) més conegut com a R de Rumba, natural del barri de la Romareda, és DJ i productor del grup de hip-hop espanyol Violadores del Verso. És considerat com un dels millors punxadiscos en l'àmbit espanyol del hip-hop, samplejant principalment jazz i funk.

## Biografia
En els seus inicis va formar part com a discjòquei del grup Bufank, juntament amb Hate i Juez One. La seva carrera en solitari va començar a finals de 2003, quan va editar el maxi "Reunión - Sistema R.A.P." Incloïa dos temes, un amb el seu antic grup Bufank, i un altre amb Xhelazz, membre de "Cloaka Company". Posteriorment, a mitjans de 2004 va sortir a la venda el seu segon maxi, titulat "1r contacto - Ley natura mantiene". De nou amb dos temes, aquesta vegada de Rapsusklei i Rebel. Tots dos maxis van ser una mostra de la seva primera llarga durada, que va sortir a la venda al setembre de 2004. La primera edició incloïa un DVD amb contingut multimèdia de la gravació i col·laboracions amb altres rapers, majoritàriament de l'estat espanyol.
Al 2020 publica juntament amb Carlos Porcel el disc "Funk Experience" amb la col·laboració de Kase O.

## Discografia

### En solitari[7]
- Reunión - Sistema R.A.P. (Maxi) (Rap Solo, 2003)
- 1.er contacto - Ley natura mantiene (Maxi) (Rap Solo, 2004)
- R de Rumba (LP) (Rap Solo, 2004)

### AmbVioladores del Verso[7]
- Violadores del verso (EP) (Avoid, 1998)
- Violadores del Verso presentan a Kase-O en: Mierda (maxi) (BOA, 1998)
- Genios (LP) (Avoid, 1999)
- Atrás (maxi) (Rap Solo, 2001)
- Vicios y virtudes (LP) (Rap Solo, 2001)
- Violadores del Verso + Kase-O Mierda (reedició, BOA, 2001)
- Tú eres alguien / Bombo clap (DVD en directo) (Rap Solo, 2002)
- Vivir para contarlo / Haciendo lo nuestro (Maxi) (Rap Solo, 2006)
- Vivir para contarlo (LP) (Rap Solo, 2006)
- Gira 06/07 Presente (DVD en directe) (Rap Solo, 2007)

### AmbBufank
- Bufank (Maqueta) (1996)

### AmbXhelazz
- De vuelta al estudio: Remixes y rarezas (LP) (2009)

### Amb Porcel
- Funk experience (LP) (Rap Solo, 2020)

### AmbRapsusklei
- Primer Contacto (cançó i instrumental) (2004)

## Col·laboracions musicals
- Los Cuñaos del Fonk "Los cuñaos remezclaos" (2001)
- Shuga Wuga "Malizzia" (2001)
- Cloaka Company "Verso Munizzione" (2003)
- NdNo "Adam 6" (2003)
- Xhelazz "Xhelazz" (2005)
- El Sr. Rojo "Estado Mental Madrid Ciudad" (2005)
- NdNo "Quatro" (2005)
- Huellas De Barro "Revuelta" (2007)
- Xhelazz "El Soñador Elegido" (2007)
- Juaninacka "41100 Rock" (2009)
- El Chojin "Cosas que pasan, Cosas que no pasan, Cosas que deberían pasar" (2009)
- Insulino Dependiente "El Crepúsculo de los Imbéciles" (2008) A la cançó 23: Muerte y destrucción (Utrarumba Remix) (amb Hate)
- General D "10 años más tarde" (2012) (amb Hate i Lírico)
- El Sr. Rojo "M.A.D.R.I.D En El Centro" (2014)
- Original Juan "Compáralo" (2015)
- Hora Zulú "Y si acaso" (2018)